# Margot Büttner
Margot Büttner (* 3. September 1900; † 11. September 1987 in Berlin) war eine deutsche Geologin, Naturschützerin und Mitbegründerin des Vereins Volksbund Naturschutz.

## Leben
Margot Büttner studierte Geologie und interessierte sich während des Studiums schon für den Schutz der Natur. Neben Hans Klose, Elisabeth Rudorff, Magdalena Heinroth und Greta Conwentz (Ehefrau von Hugo Conwentz) war sie 1922 in Berlin Gründungsmitglied des Vereins Volksbund Naturschutz. Im Verein war sie zuerst stellvertretende, später Erste Schriftführerin (bis 1977). Zwischen 1926 und 1945 war sie als Wissenschaftliche Mitarbeiterin und Sekretärin Kloses in der Brandenburgischen Provinzialkommission für Naturdenkmalpflege und der Reichsstelle für Naturschutz (ab 1936) tätig. Von 1949 bis 1952 arbeitete sie in der Berliner Naturschutzstelle.
Margot Büttner engagierte sich besonders in der Öffentlichkeitsarbeit des Vereins. Sie schrieb Beiträge für die Vereinszeitschrift Berliner Naturschutzblätter und organisierte Tagungen und Exkursionen, insbesondere war sie maßgeblich an der Entstehung und Durchführung der seit 1924 stattfindenden Märkischen Naturschutztage beteiligt. Das Weiterbestehen des Vereins nach 1945 ist ihren Verhandlungen mit den Alliierten zu verdanken. Eine offizielle Position als Vorsitzende wollte sie danach nicht übernehmen, aber sie leitete die Vereinsgeschäfte als Schriftführerin wie zuvor weiter.
Über die familiären Verhältnisse von Margot Büttner ist nichts bekannt, unverheiratet hat sie sich unermüdlich um „ihren“ Verein und den Naturschutz gekümmert.

## Kritik
Unterlagen des Volksbundes, Akten, Protokolle, Schriftwechsel usw., die Margot Büttner in ihrem Alterswohnsitz lagerte, sind mit ihrem Tod 1987 verschwunden. Ein Archiv der Unterlagen des Vereins vor 1977 ist somit nicht mehr vorhanden. Insofern lässt sich auch nicht recherchieren, welchen Anteil Margot Büttner an der Manipulation der Geschichte des Volksbunds in der Zeit des Nationalsozialismus hatte, insbesondere an der Eliminierung der Leistungen und Verdienste von Max Hilzheimer für den Volksbund. In einer ausführlichen Chronik, die von Margot Büttner zusammengestellt wurde, werden seine Mitgliedschaften und Ämter verschwiegen. Auch mit dem Nachfolger von Hans Klose, Victor Wendland – in der Zeit des Nationalsozialismus Oberregierungs- und Ministerialrat im Oberkommando der Wehrmacht und Leiter der Ortsgruppe Berlin des Reichsbunds für Vogelschutz – ändert sich diese Art der Geschichtsschreibung nicht.

## Ehrungen

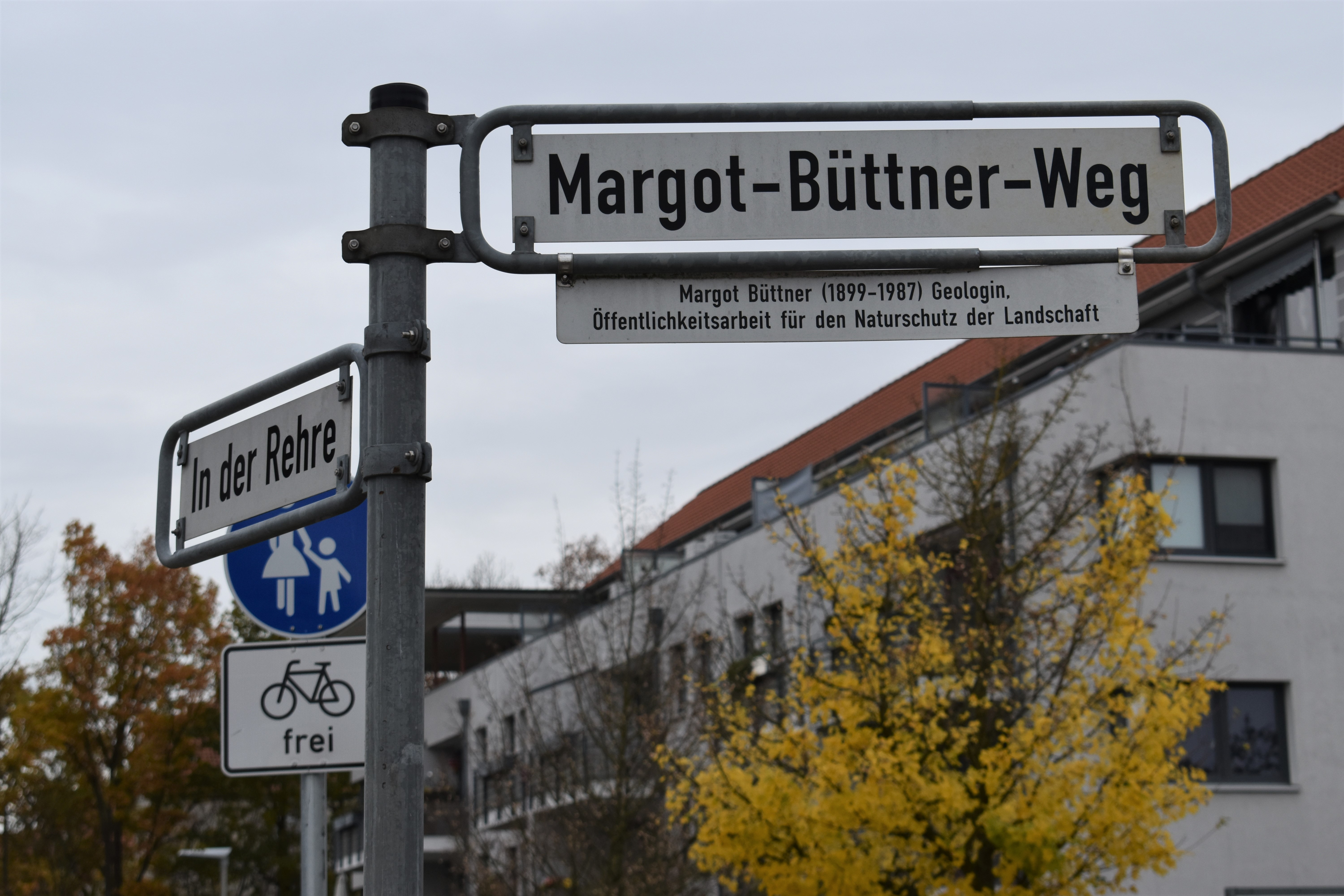
Der Margot-Büttner-Weg in Hannover-Wettbergen.

- 1985 erhielt Margot Büttner das Bundesverdienstkreuz am Bande für ihre „über mehr als ein halbes Jahrhundert hinweg geleistete Arbeit im Naturschutz“.[2]

- In Hannover-Wettbergen wurde 2000 der Margot-Büttner-Weg nach ihr benannt.[10]

- Anlässlich des Weltfrauentags am 8. März 2013 würdigte das Bundesamt für Naturschutz in Berlin das Wirken von Margot Büttner, Lina Hähnle, Margarete Ida Boie, Theda Behme und Elisabeth Rudorff in der Wanderausstellung Ihrer Zeit voraus – Visionäre Frauen im Einsatz für den Umwelt- und Naturschutz.[11]